# Конрад I (король Німеччини)
Ко́нрад I (нім. Konrad I; близько 881 — 23 грудня 918, Вайльбург, Гессен, Німеччина) — король Східно-Франкського королівства (Німеччини), син Конрада Старшого, герцога франконського, і Глісмут, дочки імператора Арнульфа Каринтійського, відтак, по матері родич Каролінгів.